# Municipio de Round Top
El municipio de Round Top (en inglés: Round Top Township) es un municipio ubicado en el condado de Stutsman en el estado estadounidense de Dakota del Norte. En el año 2010 tenía una población de 9 habitantes y una densidad poblacional de 0,1 personas por km².

## Geografía
El municipio de Round Top se encuentra ubicado en las coordenadas 47°6′31″N 99°1′27″O / 47.10861, -99.02417. Según la Oficina del Censo de los Estados Unidos, el municipio tiene una superficie total de 92.8 km², de la cual 87,17 km² corresponden a tierra firme y (6,07 %) 5,63 km² es agua.

## Demografía
Según el censo de 2010, había 9 personas residiendo en el municipio de Round Top. La densidad de población era de 0,1 hab./km². De los 9 habitantes, el municipio de Round Top estaba compuesto por el 100 % blancos. Del total de la población el 0 % eran hispanos o latinos de cualquier raza.